# تل كلاي (نيويورك)
تل كلاي، هو جبل يقع في جبال كاتسكيل بنيويورك شمال شرق روكسبري. يقع تل نيغرو غربًا ويقع تل فيرنس شمال غرب تل كلاي.